# Prostřední Vydří
Prostřední Vydří (německy Mitterwiedern) je malá vesnice, část města Dačice v okrese Jindřichův Hradec v Jihočeském kraji. Leží šest kilometrů severozápadně od Dačic. Nachází se v nadmořské výšce 504 metrů v údolí pravostranného přítoku Vyderského potoka, který je pravostranným přítokem řeky Moravská Dyje, která asi deset kilometrů severovýchodněji pramení. Ve vsi nikdy nebyla škola.

## Historie
V písemných pramenech se ves poprvé připomíná roku 1364 (některé zdroje uvádějí rok 1366). Od roku 1390 do roku 1849 náležela k telčskému panství. V roce 1843 žilo v obci podle vceňovacího operátu 133 obyvatel ve 23 domech a 37 domácnostech. Na týdenní úterní trhy se jezdilo z Prostředního Vydří do Telče, na sobotní potom do Dačic. Desátky se odváděly faře v Kostelním Vydří a také panství Telč. Obec byla elektrifikována v roce 1932, kdy byla připojena na síť ZME. V současné době je ve vesnici obydleno 22 domů, z toho 15 trvale žijícími obyvateli.
V Prostředním Vydří pobýval v bývalé usedlosti český undergroundový básník Ivan Martin Jirous, který zde až do roku 2005 pořádal slavné koncerty. Jirous, zvaný Magor, který zemřel v listopadu 2011, je pohřben v nedalekém Kostelním Vydří. „… a tuhle cestou do Vydří prvně jsem viděl květy dubů, tak laskavě mě Bože veď, dokud se dívat budu…“ (IMJ). Spolek Statek uProstřed z. s. pod vedením Jirousovy dcery Františky rekonstruuje statek pro kulturní účely.

## Obyvatelstvo
| Rok            | 1869 | 1880 | 1890 | 1900 | 1910 | 1921 | 1930 | 1950 | 1961 | 1970 | 1980 | 1991 | 2001 | 2011 | 2021 |
| -------------- | ---- | ---- | ---- | ---- | ---- | ---- | ---- | ---- | ---- | ---- | ---- | ---- | ---- | ---- | ---- |
| Počet obyvatel | 140  | 136  | 135  | 159  | 135  | 132  | 127  | 75   | 74   | 69   | 46   | 51   | 50   | 52   | 55   |
| Počet domů     | 24   | 24   | 22   | 22   | 22   | 22   | 25   | 24   | 25   | 25   | 19   | 20   | 21   | 22   | 23   |

## Obecní správa
Při sčítání lidu v letech 1850–1960 Prostřední Vydří bylo samostatnou obcí v okrese Dačice. V letech 1961–1979 bylo částí obce Kostelní Vydří v okrese Jindřichův Hradec. Od 1. července 1979 je částí města Dačice v okrese Jindřichův Hradec. Poté se Kostelní Vydří opět osamostatnilo, ale Prostřední Vydří již zůstalo součástí Dačic.

## Galerie

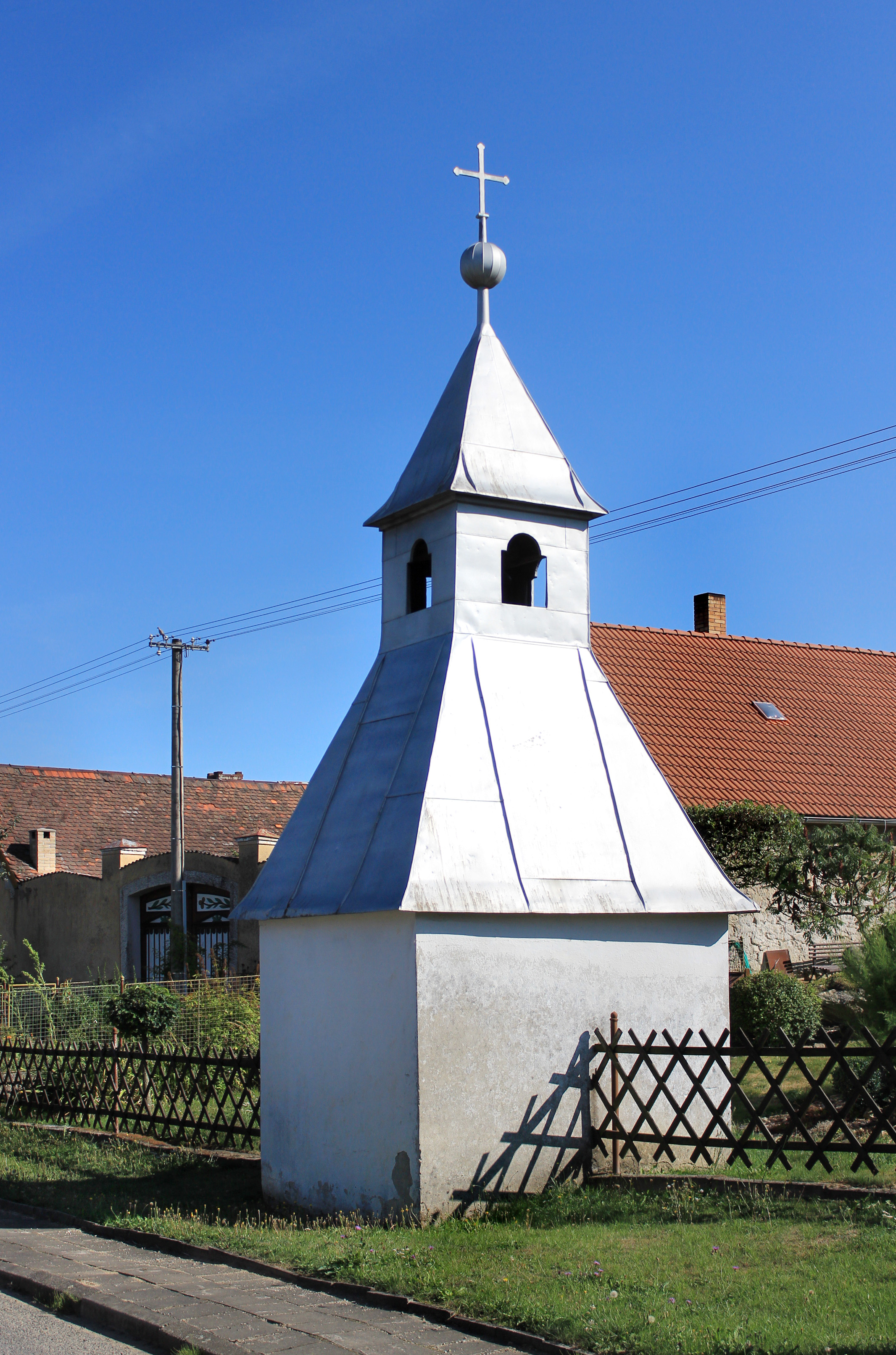
Kaple bez vchodu
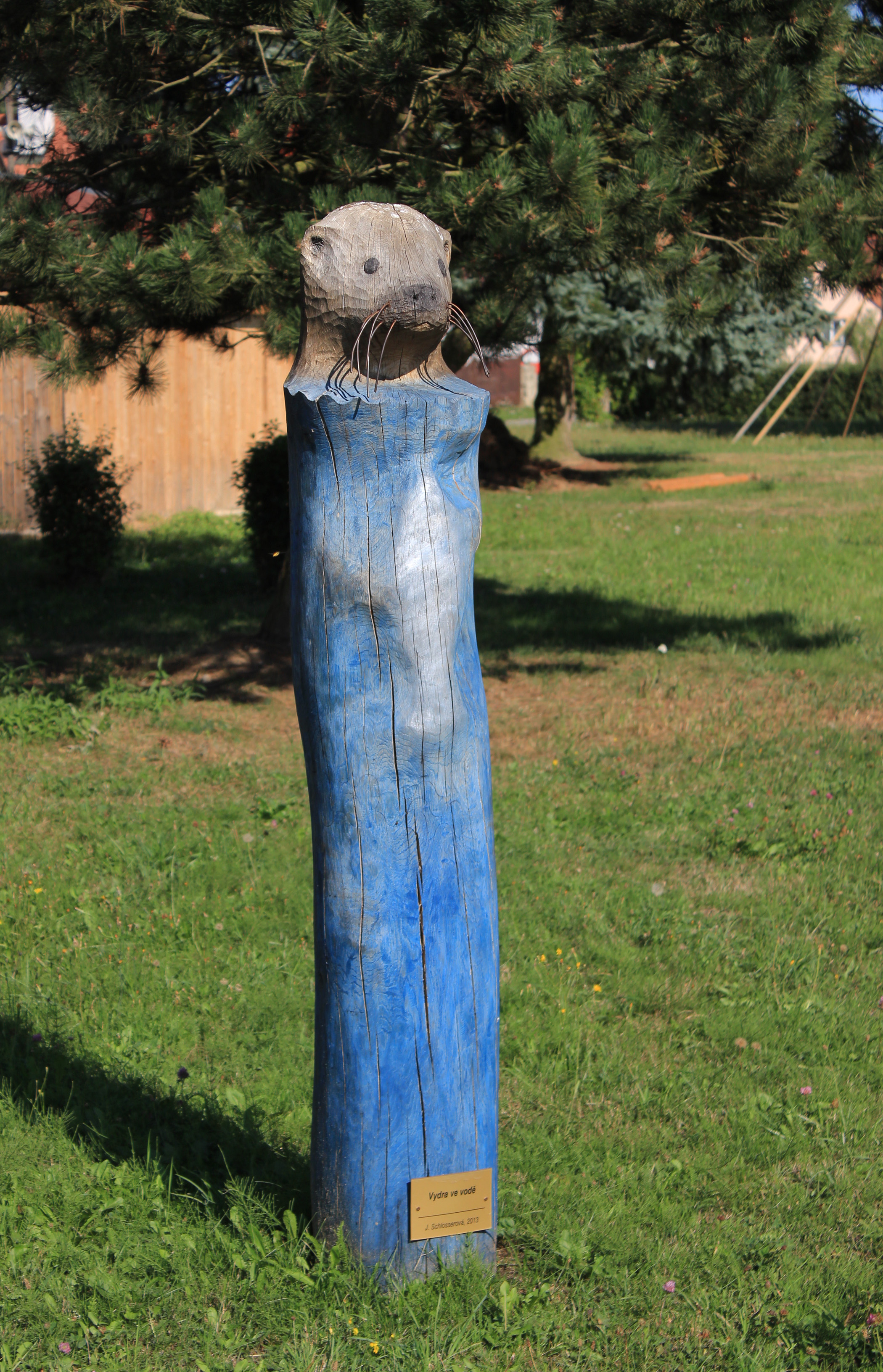
Skulptura vydry na návsi
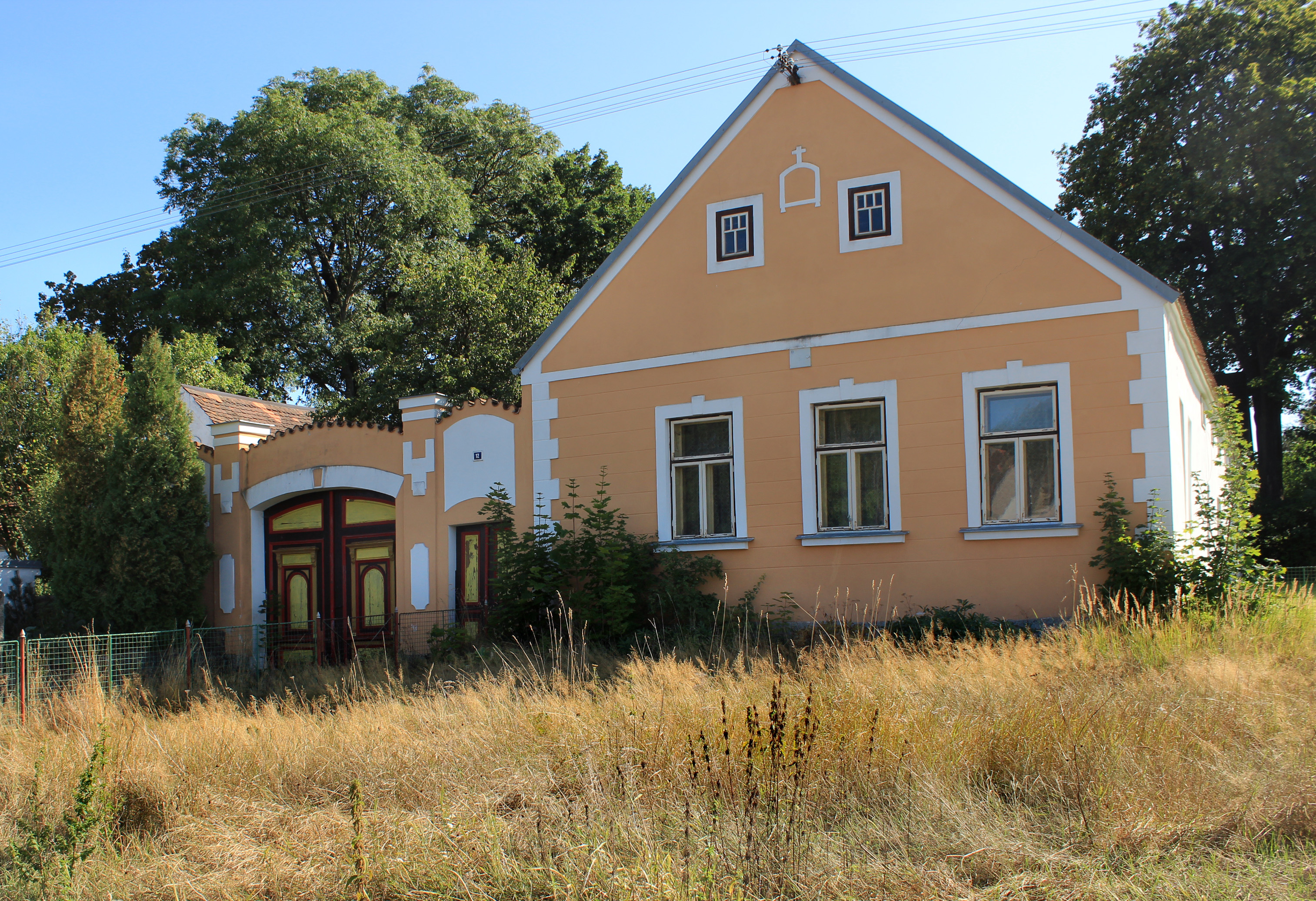
Opravený statek čp. 10
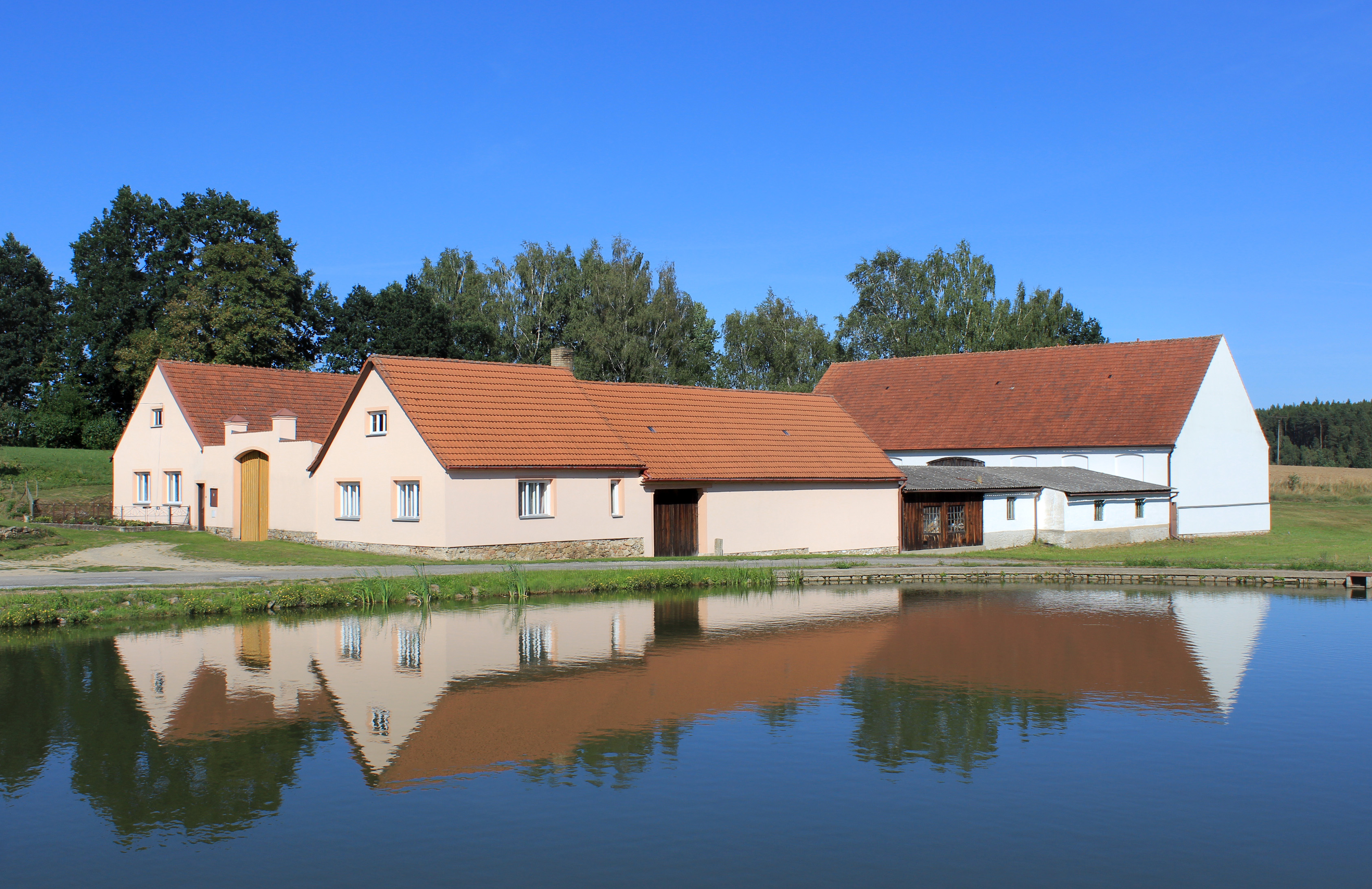
Statek za východním rybníkem